# Блоковий код
Блоковий код в інформатиці — тип канального кодування. Він збільшує надмірність повідомлення так, щоб в приймачі можна було розшифрувати його з мінімальною (теоретично нульовою) похибкою, за умови, що швидкість передачі інформації (кількість передаваної інформації в бітах за секунду) не перевищила б канальну продуктивність.
Головна характеристика блокового коду полягає в тому, що це — канальний код фіксованої довжини (на відміну від такої схеми кодування джерела даних, як код Хаффмана, і таких методів канального кодування, як конволюційне кодування («згортальне» кодування)). Зазвичай, система блокового кодування отримує на вході k-знакове кодове слово w, і перетворює його в n-знакове кодове слово c(W) . Це кодове слово і називається блоком.
Блокове кодування було головним типом кодування, використовуваного в ранніх системах мобільної комунікації.

## Формальне визначення
Блоковий код — код, що кодує послідовності з набору символів алфавіту S в кодові слова, перетворюючи кожен символ із S окремо. Нехай {\displaystyle (k_{1},k_{2},\ldots ,k_{m})} — послідовність натуральних чисел, кожне з яких менше за |S|. Якщо {\displaystyle S=\{s_{1},s_{2},\ldots ,s_{n}\}} та деяке слово W з алфавіту S записано як {\displaystyle W=s_{k_{1}}s_{k_{2}}\ldots s_{k_{m}}}, тоді кодовим словом, відповідним до W, а саме, C(W), є: {\displaystyle C(W)=C(s_{k_{1}})C(s_{k_{2}})\ldots C(s_{k_{m}})}.

## Інформаційні норми
Коли C — двійковий блоковий код, складений із А ключових слів завдовжки n біт, тоді інформаційна норма C визначається:
{\displaystyle {\frac {\log _{2}(A)}{n}}}.
У випадку, коли перші k біт ключового слова — незалежні інформаційні біти, то інформаційна норма буде мати вигляд:
{\displaystyle {\frac {\log _{2}(2^{k})}{n}}={\frac {k}{n}}}.